# بیوربو
بیوربو (به سوئدی: Björbo) یک منطقه مسکونی است که در بخش گاگنف شهرستان دالارنا در کشور سوئد واقع شده است. جمعیت بیوربو در پایان سال ۲۰۱۰ بالغ بر ۶۹۷ نفر بوده است.